# Obwodnica Nowych Skalmierzyc
Obwodnica Nowych Skalmierzyc – obwodnica w ciągu drogi krajowej nr 25 omijająca od północy Nowe Skalmierzyce i Skalmierzyce. Jej długość wynosi około 7,35 km, z czego prawie 2 km znajdują się w granicach Kalisza. Zaczyna się na węźle typu trąbka z aleją Wojska Polskiego (w przyszłości także z zachodnią obwodnicą Kalisza) na południowo-wschodnim krańcu kaliskiego sołectwa Dobrzec a kończy na wiadukcie nad linią kolejową nr 14 w Skalmierzycach. Jest to trasa jednojezdniowa z pozostawionym miejscem pod drugą jezdnię. Razem z zachodnią obwodnicą Kalisza w przyszłości tworzyć będzie nowy fragment drogi krajowej nr 25 o długości ok. 17,5 km omijający Kalisz.
Projekt trasy omijającej zespół Skalmierzyc powstał już w latach 80. XX wieku. Samo wykupienie gruntów od prawie 300 właścicieli zajęło kilka lat. Budowa obwodnicy zaczęła się 12 lutego 2007. Prace podzielono na trzy etapy. Pierwszy etap obejmował 750-metrowy odcinek od wiaduktu w Skalmierzycach wraz z budową mostu na strudze Ciemnej. Drugi polegał na budowie dalszego 3-kilometrowego odcinka, natomiast trzeci polegał na realizacji pozostałego fragmentu trasy do węzła na Dobrzecu. Planowany termin zakończenia prac i oddania obwodnicy do użytku był dwukrotnie przekładany. Początkowo miał to być listopad 2008 jednak z powodu trudności administracyjnych związanych z przekazaniem terenów pod inwestycję został przełożony na lato 2009. Termin zakończenia został jednak ponownie przełożony i trasę ostatecznie oddano do użytku 14 września 2009. Koszt budowy wyniósł 120 mln złotych.